# パプ・アブ・シセ
パプ・アブ・シセ（Pape Abou Cissé、1995年9月14日 - ）は、セネガル・ピキン出身のプロサッカー選手。スュペル・リグ・アダナ・デミルスポル所属。セネガル代表。ポジションはDF（CB）。

## 経歴

### クラブ
母国セネガルのASピキンでプレーを始め、2014年にフランスに渡りアジャクシオに加入。2015年4月のヴァランシエンヌ戦でプロデビュー。
2017年夏、オリンピアコスに移籍。
2021年1月30日、サンテティエンヌに買取オプション付きのシーズン終了までのレンタル移籍。
2023年9月15日、アダナ・デミルスポルに移籍した。

### 代表
年代別セネガル代表では2015年にアフリカ U-20ネイションズカップに参加した。
2018年8月24日、オリンピアコスでの活躍が評価されフル代表に初召集された。10月13日、アフリカネイションズカップ2019予選のスーダン戦で初キャップ。さらに初ゴールも記録した。

## 代表歴

### 出場大会
- セネガル代表
  - 2022 FIFAワールドカップ

### 試合数
- 国際Aマッチ 16試合 1得点（2018年-2022年）[5]

| セネガル代表 | 国際Aマッチ | 国際Aマッチ |
| 年           | 出場        | 得点        |
| ------------ | ----------- | ----------- |
| 2018         | 2           | 1           |
| 2019         | 1           | 0           |
| 2020         | 1           | 0           |
| 2021         | 2           | 0           |
| 2022         | 10          | 0           |
| 通算         | 16          | 1           |

## タイトル

### クラブ
オリンピアコス
- ギリシャ・スーパーリーグ: 2019-20, 2021-22
- ギリシャカップ: 2019-20

### 代表
セネガル
- アフリカネイションズカップ: 2021